# الدساس (فلم)

## قصة الفيلم
تدور أحداث الفيلم في اطار كوميديا الرعب حول بيت عائلة الهراوي الذي يحيطه الغموض يعتبرونه الناس مسكون بالعفاريت والجديد في الفيلم هو استخدام خدع ومؤثرات بصرية لم تستخدم من قبل وخدع في فن المكياج يلعب دور البطل الرئيسي في الفيلم بالإضافة إلى أن الموضوع من حيث فكرة الرعب الكوميدي هو مجال جديد على السينما المصرية فهو على غرار أفلام الـ"zombie"، وتدور أحداثه حول مجموعة من الأشخاص الذين يتعرضون لمواقف مرعبة أثناء تواجدهم في أحد المنازل، وتتوالى الأحداث بعد ذلك .
الفيلم فكرة هشام يحيى وهاني حمدي وماكيير الخدع والجروح آية مصطفى ومصمم معارك مصطفى حماد وانفجارات هاني فريد عبد الحي ومدير التصوير اكرم ممدوح ومونتاج احمد عادل وموسيقى تصويرية هاني كمال ومهندس ديكور محمود النوبي ومهندس صوت مسلم الحسيني ومدير الإنتاج محمد عبد القوى، وهو من بطولة لطفى لبيب، وإيمان السيد، ومحمد يونس، وبيومى فؤاد، وأحمد فتحى، ومحمد نشأت، وثروت سعيد، وسارة عادل، وتامر كرم، وإيهاب الزناتى، بمشاركة عدد من النجوم كضيوف شرف وهم الفنانة زينة، والإعلامية نائلة عمارة، والملحن عمرو مصطفى، تأليف سيناريو وحوار هشام يحيى، ومن توزيع هشام عبد الخالق من إنتاج شركة" vtv"، ومن إخراج هانى حمدى.

## الممثلون
- لطفي لبيب
- احمد فتحي
- إيمان السيد
- بيومي فؤاد
- محمد ثروت
- سارة عادل
- محمد نشأت
- مريم سعيد صالح

## روابط خارجية
- مقالات تستعمل روابط فنية بلا صلة مع ويكي بيانات